# Grivița (Vaslui)
Griviţa é uma comuna romena localizada no distrito de Vaslui, na região de Moldávia. A comuna possui uma área de 63.60 km² e sua população era de 3693 habitantes segundo o censo de 2007.